# Kent County, Delaware
Kent County är ett county i delstaten Delaware, USA.  Kent är ett av tre countyn i Delaware och ligger i det centrala delen av staten. Den administrativa huvudorten (county seat) är Dover med ca 35 811 invånare. Dover är dessutom huvudstad i delstaten. År 2010 hade Kent County 162 310 invånare. Två andra städer i Kent County är Harrington och Milford (som delvis ligger i Sussex County).

## Historia
Omkring 1670 började engelsmännen bosätta sig i dalgången till St Jones River (tidigare känd som Wolf Creek).
Kent County grundades år 1683 när William Penn fick landet överskrivet på sig och den nybildade kolonin Delaware från The Duke of York.
Penn beordrade att man skulle bygga en domstol och det gjordes 1697. Staden Dover, namngiven efter Dover i Englands Kent grundlades 1717 och blev huvudstaden i Delaware år 1777. År 1787 var Delaware först med att ratificera den amerikanska konstitutionen och blev "den första staten". Kent County var i huvudsak en veteproducerande region under 1700-talet.
Dover Air Force Base har funnits i countyt sedan 1940-talet.
Under senare år på 1960-talet så producerades i Dover de rymddräkter som användes i Apolloprogrammet av firman ILC Dover. Dräkterna bars av Neil Armstrong och Buzz Aldrin under Apollo 11-uppdraget. Företaget tillverkar fortfarande de "mjuka" delarna (armarna och benen) till rymddräkten.

## Geografi
Enligt United States Census Bureau så har Kent County en total area på 2 072 km². 1 528 km² av den arean är land och 544 km² är vatten.
Nationalpark - Bombay Hook National Wildlife Refuge

### Angränsande countyn
- New Castle County, Delaware - norr
- Salem County, New Jersey - nordöst
- Cumberland County, New Jersey - öst
- Cape May County, New Jersey - öst
- Sussex County, Delaware - syd
- Caroline County, Maryland - sydväst
- Queen Anne's County - väst
- Kent County, Maryland - väst (ett av de få contyn med samma namn som angränsar till varandra)